# 胎心機

標示超聲波多普勒效應的紅移以及藍移

胎心機又稱為電子胎兒監測器(EFM)，是一部醫療儀器，利用電子裝置來偵測和連續記錄胎心率及子宮收縮的記錄儀器，監測方式分為「外部」與「內部」兩種，通常會使用外部方式進行，醫生將兩個感受裝置貼於孕婦腹壁，用皮帶固定，一個放在胎心處（肚臍左上方），另一個在子宮收縮處；內部監測更加直接，監測器導線直接接觸胎兒頭部和子宮內部，聽到的強度會更明顯。胎兒的心跳受交感神經和副交感神經調節，通常以每分鐘心跳率來表達，測胎心音是產前檢查最直接了解胎兒健康的方式。
正統的胎心機是一部手提醫療儀器，結集了超聲波放射頭、信號偵查探頭、計算機芯片、集成電路、音頻輸出和液晶數字顯示屏。
超聲波放射頭釋放出高頻（一般為2MHz）但低能量（部份優質可低至5mW/c㎡）的超聲波。當超聲波被投射到胎兒心臟，部分超聲波會被反射，並由信號偵查探頭收集。由於被反射的超聲波頻率會因胎兒心臟活動而受輕微改變，此多普勒效应 能夠反映出胎兒心臟的跳動。基於胎兒心臟跳動有一定往複節奏，其頻率可由計算機芯片計算出來。
大部份胎心機的計算機芯片亦會把接收到的超聲波降調至人耳可聽到的頻率，並經耳機或喇叭以聲音表達，方便闡釋。部份高階型號甚至可以同時在數字顯示屏展現每分鐘心跳率，以供參考。
另一類胎心機則只是一部擴音器，單純放大胎兒心跳聲。由於胎兒心跳聲微弱，更夾雜在孕婦腸臟蠕動的聲音中，所以此類胎心機只可用於比較後期的胎兒，信號亦相對比較模糊。

## 胎心率
由受精第5週起，胚胎的心臟開始有節奏的跳動，通常是每分鐘80到85次。隨後一個月，胎兒心臟會漸漸加快心跳率，加速率為每一天都加快每分鐘3.3次。由於其加速率十分穩定，部分醫生甚至可憑心跳率反推胚胎週數。
- 第五週起由每分鐘80次，加速至每分鐘103次
- 第六週起由每分鐘103次，加速至每分鐘126次
- 第七週起由每分鐘126次，加速至每分鐘149次
- 第八週起由每分鐘149次，加速至每分鐘172次
- 第九週的胎兒心跳率穩定於每分鐘155至195次的範圍內。

此時，胎兒心率開始下降，一般在第12週便會定於每分鐘120至160次的範圍內。

## 胎心監護
胎兒宮內缺氧，醫學上統稱為胎兒窘迫（fetal distress）。
此情況並非罕見，根據醫學研究顯示，其原因十分之多。可歸類為胎盤及臍帶因素（例如臍帶繞頸、胎盤供血不足）和孕婦自身因素（如妊娠高血壓、或固定仰睡體位）等。胎兒窘迫可能影響胎兒正常生長發育甚至危及胎兒生命安全。由於胎兒窘迫情況於產前檢查多篩檢不到，所以已成為當今圍產期死亡（perinatal death）及引致新生嬰兒神經系統後遺症的最主要原因。鑑於胎兒發生缺氧後，其胎心率和胎動次數都會隨之改變，婦產科醫學近年多建議孕婦計算胎動以及量度胎心率，期望可藉此減少這些併發症發生的機會。
由於胎兒很早已經發展出作息節奏，而當他在睡眠時，胎動會隨之減少，所以這些不規則的胎動頻率令很多嘗試數胎動的父母發生不必要的誤會。而且一天早，中，晚三次，每次一小時的硬性時間規定，使很多孕婦不能很好的堅持。此兩大原因，令數胎動未能夠普及，亦令媽媽不能有效及早發現胎兒窘迫。所以大型醫學研究直到目前為止，還未能夠找到單憑數胎動就可減少併發症機會的證據。
相對於數胎動，量度胎心率較方便，亦較受孕婦歡迎。
正常的胎兒心率隨子宮內環境的不同，時刻改變。胎心率的變化正正反映中樞神經系統調節機能正常，同時代表胎兒在子宮內狀態良好。而胎兒窘迫會先影響胎心跳率（升高），胎動才減少。持續缺氧會使胎心跳率降低，胎動停止。胎心監護的目的就是儘早發現胎兒窘迫，在胎兒尚未有不可逆性的損傷前，採取有效的急救措施，使新生兒及時娩出，避免發生影響其終身的損傷。
現在提倡的胎兒家庭監護，其主要內容就是利用胎心機每天早、中、晚三次，每次2至3分鐘，監測胎心率是否在正常範圍，即每分鐘120～160次，以了解胎兒的健康情況。如果時間充裕，還可同時監測胎心率和胎動變化的相關性，可更加確切了解胎兒的狀況。如以前有不良產史，或本次有併發症（如妊娠高血壓、胎位不正、臍帶繞頸、糖尿病及感染等），更應堅持恆常監測。不幸發現胎心率及胎動異常時，立刻去醫院檢查治療。
現在已有多個大規模的醫學隨訪，證實合併式胎兒家居自我監護可實現減少母嬰併發症機率。

## 胎心機的安全性
美國食品藥品監督管理局監控超聲波多譜勒儀超過30年。到現在為止，未發現超聲波對胎兒有害的報告。美國食品藥品監督管理局和美國超聲波醫學院 (AIUM) 都批准了多譜勒儀由未經醫護專業訓練的孕婦在家自行使用。
值得留意的是，當世界最大的醫療城市，位於美國明尼蘇逹州的梅約診所（Mayo Clinic）總結它過去30年常規使用超聲波的經驗時，提及兩個要點，
1. 在常規超聲波儀器下，研究未發現超聲波會導致子宮內有噪聲或升溫問題，亦從沒有胎兒因暴露在超聲波下而導致不良問題。所以没有理由相信懷孕期間使用超聲波會有任何害處，相反它的應用卻帶來極大好處。
2. 但使用非常規超聲波儀器，危險性並未能夠排除。絕大部份網上售賣或租賃的超聲波儀器均未受到有效監管，但由於售價平，多人使用，情況令人憂慮。

依美國藥物及食物管理局指引，超聲波儀器如果輸出功率達 97mW/c㎡(Isata) 即屬危險，就算部份網上售賣或租賃的超聲波儀器聲稱其超聲波劑量僅為一半，但實質差別其實很少，而且所聲稱的數據未能夠被證實。所以在美國此類胎心機必須由醫生處方，並需由指定醫療儀器公司售賣。但部份商人利用法律漏洞，於網上行銷，相信即將會被取替。
另外，隨著生產技術提高，現在小部份生產商已發展出更低超聲波劑量的胎心機，部分可低至５mW/c㎡，即建議上限的廿分之一，安全性更符合國際醫療安全規例標準。